# Eleutherodactylus jasperi
Eleutherodactylus jasperi és una espècie d'amfibi pertanyent a la subfamília dels eleuterodactilins.

## Descripció
- És una granota relativament petita: els adults, tant femelles com mascles, arriben a 22,4 mm de longitud.
- Té un musell arrodonit que es troba gairebé truncat quan es veu des de dalt.
- El ventre és de color groc pàl·lid.
- L'iris és gris pàl·lid amb taques negres.[2]

## Reproducció
És ovovivípara, les femelles es poden reproduir més d'un cop a l'any i cada ventrada consta d'1-3 cries. Durant l'època de zel, els mascles emeten un rauc que sona com a tuit-tuit-tuit-tuit.

## Alimentació
Menja artròpodes petits.

## Hàbitat
Viu a les bromèlies arbòries dels gèneres Guzmania, Hohenbergia i Vriesia que es troben als boscos subhumits.

## Distribució geogràfica
Es troba al sud de Puerto Rico: la Sierra de Cayey entre 200 i 785 m d'altitud.

## Costums
És nocturna.

## Estat de conservació
Hom sospita que s'ha extingit, ja que, d'ençà de l'any 1981, no se n'ha vist cap exemplar. Les seues principals amenaces són la destrucció i l'especialització tan alta del seu hàbitat, la fragmentació del bosc on viu, una distribució territorial restringida a 10 km², la seua lenta reproducció, els depredadors introduïts, el canvi climàtic i la quitridiomicosi.